# Difenylhexatrieen
Difenylhexatrieen (afgekort tot DPH) is een organische verbinding met als brutoformule C18H16. Het kan gezien worden als een verbinding waarbij etheen aan beide zijden verbonden is met een cinnamylgroep.

## Eigenschappen en toepassingen
Difenylhexatrieen is een fluorescerend koolwaterstof dat wordt gebruikt bij het onderzoek naar lipiden in celmembranen (onder andere viscositeit en polariteit). Het vertoont namelijk sterke fluorescentie bij intercalatie in de fosfolipiden van celmembranen. Door aanwezigheid van een uitgebreid geconjugeerd systeem vertoont het een sterke absorptie in het zichtbare gebied bij 353,25 nm. De molaire extinctiecoëfficiënt bij die golflengte bedraagt 84.800 M−1cm−1.